# مادارا (روستا)
مادارا (به بلغاری: Madara) یک منطقهٔ مسکونی در بلغارستان است که در استان شومن واقع شده‌است.
 مادارا  ۱٬۲۹۹ نفر جمعیت دارد و ۲۰۳ متر بالاتر از سطح دریا واقع شده‌است.